# Esperanza (Cerro Largo)
Esperanza ist eine Ortschaft in Uruguay.

## Geographie
Sie befindet sich auf dem Gebiet des Departamento Cerro Largo in dessen Sektor 9 an der Grenze zum Nachbardepartamento Treinta y Tres. Esperanza liegt unmittelbar nordwestlich von Santa Clara de Olimar und einige Kilometer südwestlich von Tupambaé in der Cuchilla Grande. Nahe der Ortschaft entspringt südwestlich der Río Olimar Grande. Auch die Quellen des Arroyo del Cordobés, des Arroyo Lechiguana Chico, des Arroyo de la Yeguada oder des Arroyo del Sauce finden sich in der Umgebung Esperanzas.

## Einwohner
Esperanza hatte bei der Volkszählung im Jahre 2011 26 Einwohner, davon elf männliche und 15 weibliche.
| Jahr | Einwohner |
| ---- | --------- |
| 1963 | 83        |
| 1975 | 53        |
| 1985 | 44        |
| 1996 | 30        |
| 2004 | 27        |
| 2011 | 26        |

Quelle: Instituto Nacional de Estadística de Uruguay